# 中國國民黨救黨改革委員會
中國國民黨救黨改革委員會，1990年代中期中國國民黨黨內非主流派的一支，由孫安迪、周玉山、曲兆祥等當時黨內的中生代組成，簡稱救改會或救黨會。
1995年4月11日，孫安迪為首的部分非主流黨員，集結黨代表組成救黨改革會議，發佈《救黨宣言》，號召正統國民黨員歸隊，提出改革訴求，並主張連署10萬名黨員便可選出700名黨代表，繼而可以選出70名中央委員產生十幾個中常委，屆時就可以另立一個黨中央。揚言若得不到黨中央的善意回應，將號召20到30萬黨員加入，企圖效法「寧漢分裂」，在適當時機另立黨中央。
因救改會對黨中央的批判言詞過於激烈，中國國民黨中央考紀委員會在4月29日展開對孫的懲處動作，以「救黨改革委員會的言行破壞團結，企圖分裂本黨，不可容忍」，將發起人孫安迪撤銷黨籍、副召集人周玉山、曲兆祥停止黨權二年。「救改會」在獲悉考紀會的決定後，孫更發起萬人開除李登輝主席黨籍活動。孫安迪更表示，副主席郝柏村將在近日中常會中，對考紀會所作出的處分，發表嚴正談話。
一時間黨內的主流派與非主流派對立似乎有升高的趨勢，然而在5月3日國民黨例行中常會中，郝柏村並沒有如孫安迪所言聲援「救改會」，只在會後對記者表示有沒有講都一樣。另一副主席林洋港只有稱「考紀會的處理方式太僵硬了」。經過「救改會」一事後，更證實了李登輝在國民黨地位的鞏固。:220